# Paolo Farinati
Paolo Farinati (ou Farinato, Farinata), dit Farinato degli Uberti, né en 1524 à Vérone où il est mort en 1606, est un architecte, un graveur, un dessinateur et un peintre italien qui a été actif dans sa ville natale, Mantoue et Venise au XVIe siècle et au début du XVIIe siècle.

## Biographie
Paolo Farinati, issu d'une famille d'artistes et d'artisans, fut un élève de Niccolò Giolfino. Sa première œuvre est le retable de saint Martin (1552) pour le Duomo de Mantoue.
À la tête d'un atelier, il était secondé par ses fils Orazio (it) et Gianbattista. Il s'était engagé dans une activité frénétique de décorations d'églises, couvents, villas et palais pour lesquels il réalisait des sculptures, des gravures et des peintures de scènes de vie sacrées ou à sujets mythologiques.
Son fils Orazio fut également un peintre .
Paolo Farinati a tenu un journal détaillé de ses activités de 1573 jusqu'à sa mort en 1606..
Le nombre de dessins disséminés dans les principaux musées du monde dépassent les 500 pièces. De nombreuses œuvres furent achetées par des clients anglais et français. Le Musée du Louvre en possède.

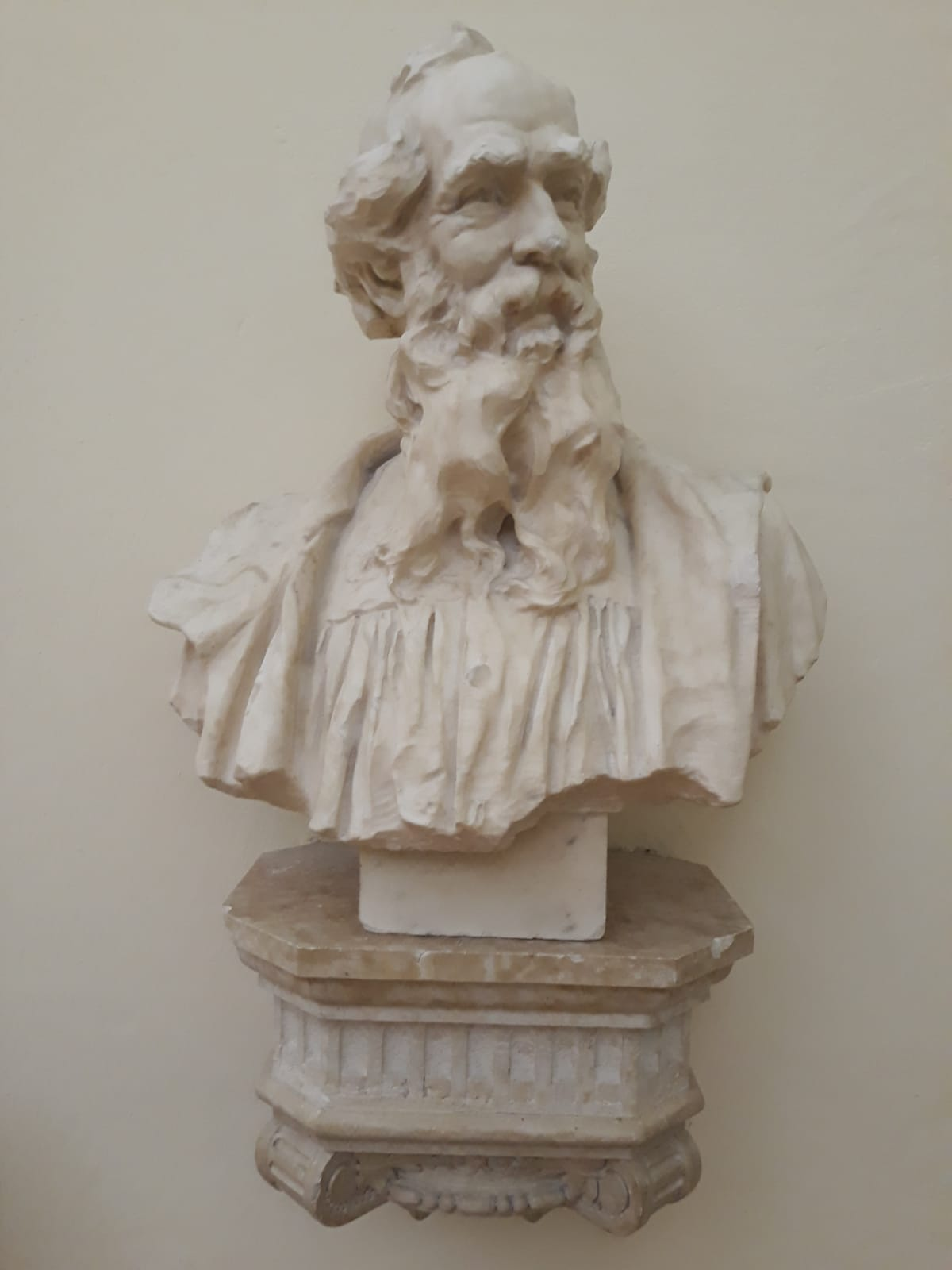
Le buste de Paolo Farinati dans la Protomothèque de la Bibliothèque municipale de Vérone.

## Œuvres
- En Allemagne
  - Présentation au Temple, Berlin.
- En Belgique

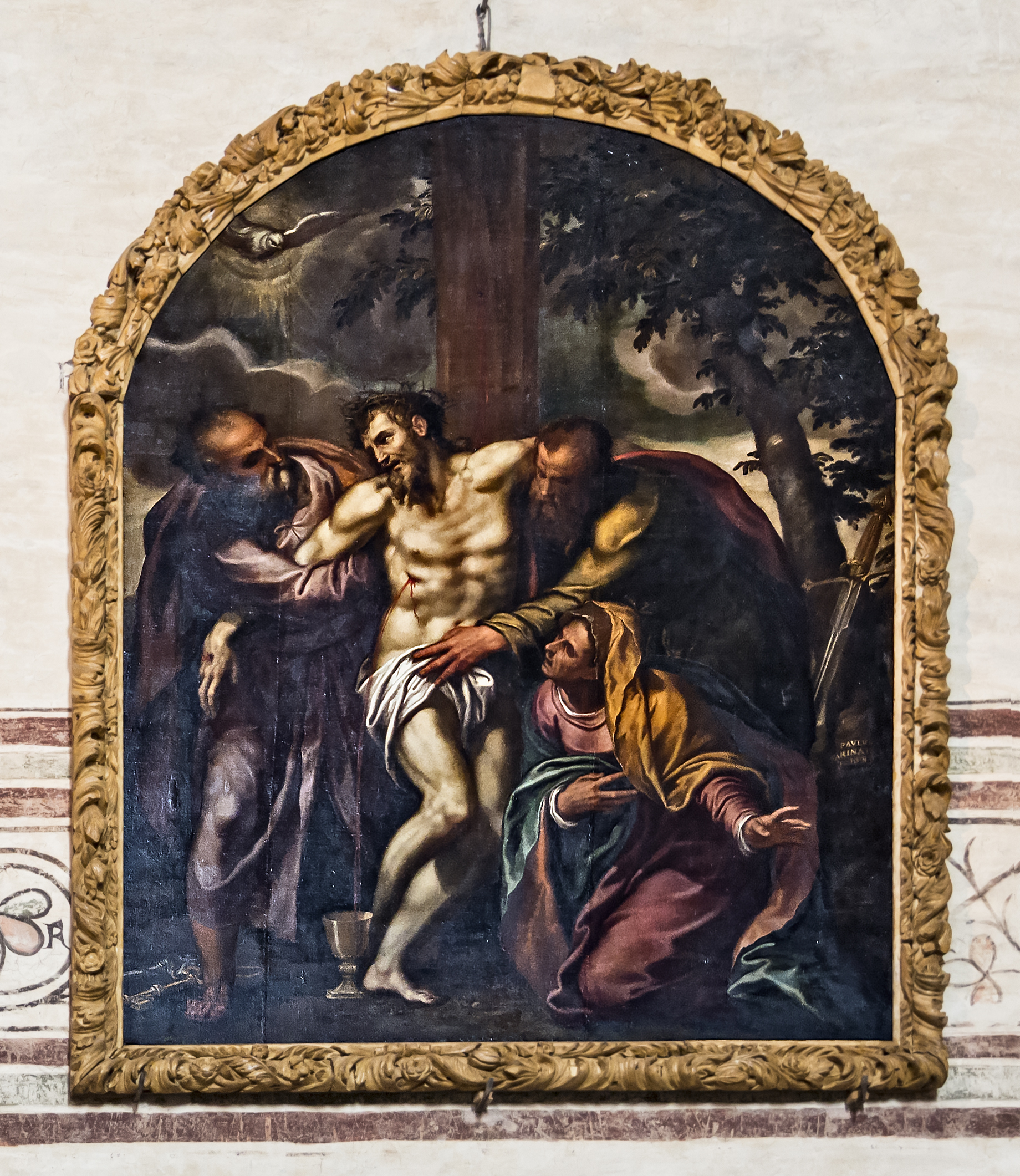
Le Miracle de Saint-Hyacinthe.
Église Sant'Anastasia (Vérone).

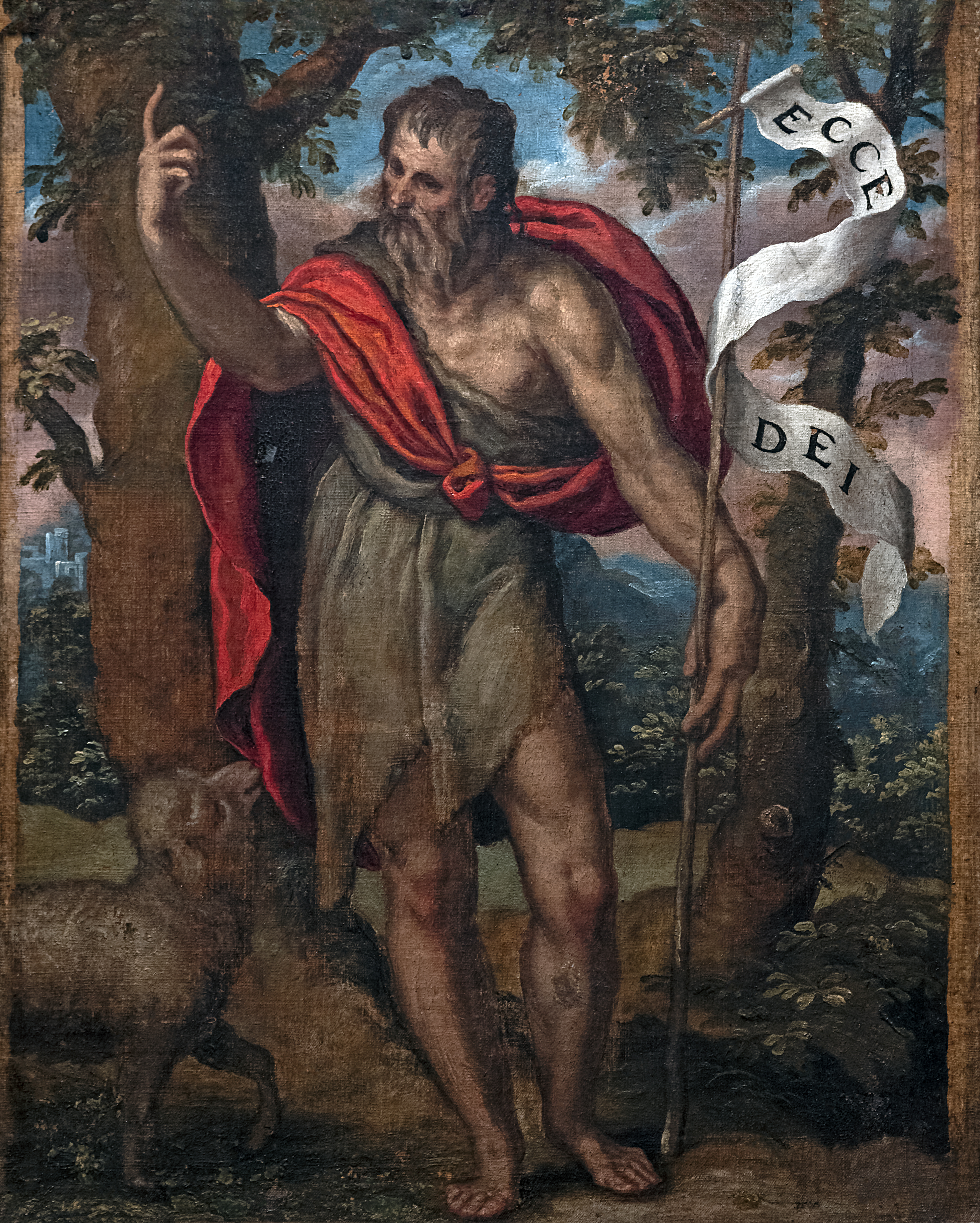
Jean le Baptiste, Ca' Rezzonico, Venise.

  - Portrait d’homme, huile sur toile, 67 × 54 cm, Musée des beaux-arts de Gand
- En France
  - Déposition de croix (1573), 305 × 202, huile sur toile, Musée de Grenoble.
- En Italie
  - Jean le Baptiste, huile sur toile, Ca' Rezzonico, Venise
  - Bataille remportée par les Véronais sur l'armée impériale, salle du conseil, Palazzo Barbieri, Vérone.
  - Nativité et Vierge avec saints, sanctuaire de la Madonna del Frassino, Peschiera del Garda.
  - Le Miracle des pains et des poissons (1603), église de S. Giorgio, Vérone.
  - La Dernière Cène, Michel chassant Lucifer et Le Massacre des Innocents, église de Santa Maria in Organo.
  - Saint Fabien, église Saint-Sixte, Plaisance (Italie)
  - Mariage de Saint Catherine, galerie communale, Vérone.
  - Pharaon submergé dans la mer Rouge (1599), estampe[5].
  - Descente de Croix (1586), église des Capucins, Vérone.
  - Décoration à fresque de la Villa Nichesola-Conforti.